# Bobrowe Skały

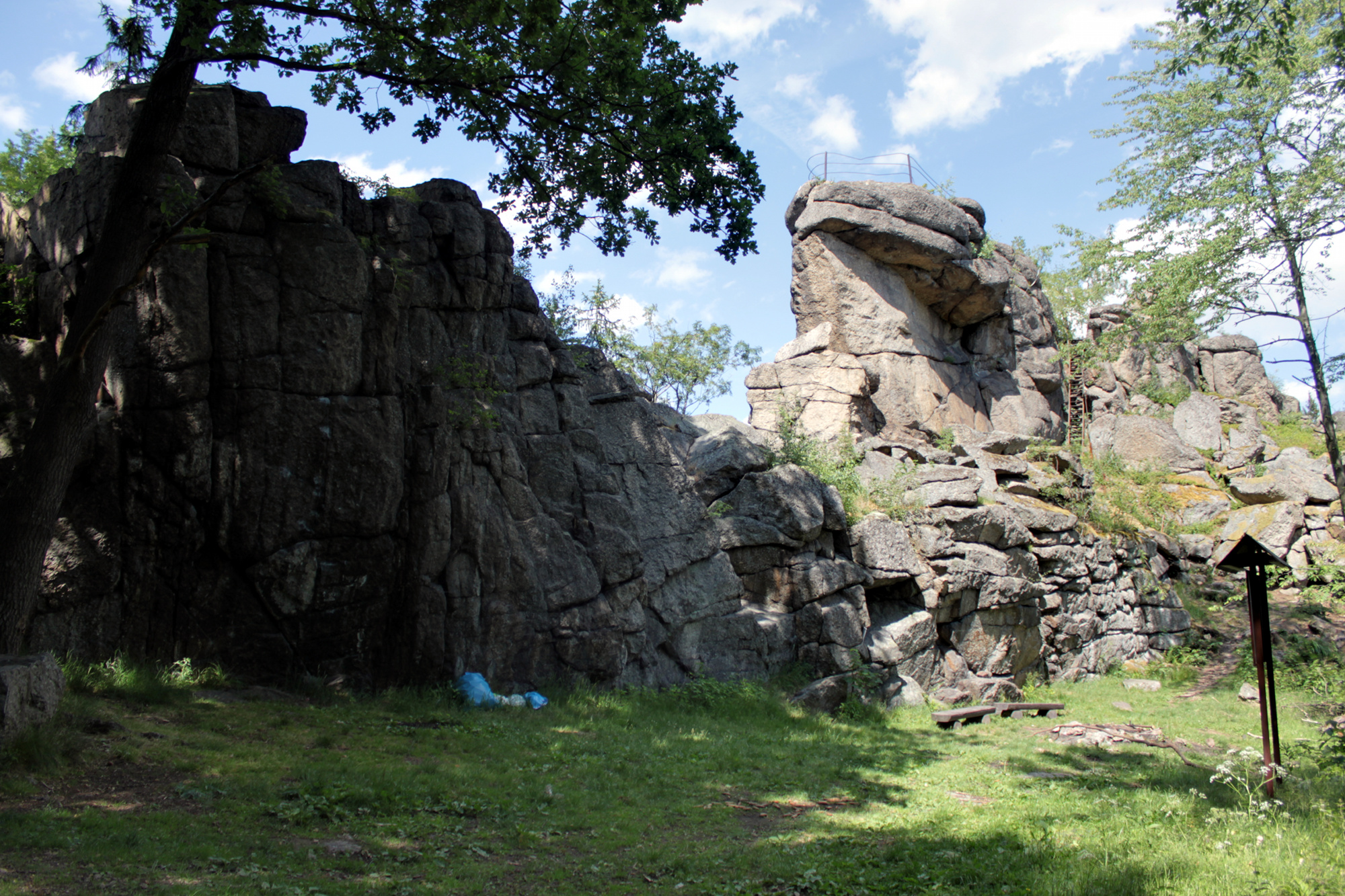
Bobrowe Skały

Bobrowe Skały (deutsch Bibersteine) ist der polnische Name einer Felsformation aus Granit im östlichen Teil des polnischen Isergebirges auf dem Gebiet von Piechowice in der Woiwodschaft Niederschlesien.

## Lage
Die Bobrowe Skały liegen auf einer Höhe von 699 Metern über NN auf den nordöstlichen Ausläufern des Zackenkamms am Hang der Góra Mgieł. 

## Tourismus
Die Bobrowe Skały sind eine markante Felsformation und sie zählt zu und meistbesuchten Felsen im Isergebirge. Hier bietet sich eine schöne Aussicht auf den östlichen Teil des Riesengebirges, das Hirschberger Tal sowie den Landeshuter Kamm. Die Aussichtsplattform ist über eine eiserne Leiter erreichbar. In den 1930er Jahren gab es ein Restaurant und einen Aussichtsturm an den Felsen. Heute sind noch Mauerreste erhalten. Die Felsen sind durch zwei markierte Wanderwege erreichbar:
- ein blau markierter Weg führt vom Pass Rozdroże Izerskie über die Felsen nach Rybnica.
- ein grün markiert Weg führt von Piechowice zu den Felsen.